# Compton Creek
Der Compton Creek ist ein Hauptzufluss des Los Angeles River. Er hat eine Länge von 14 km und entwässert dabei 109 km² Land. Er entspringt an der South Main Street zwischen der 107th und 108th Straße in Los Angeles. Danach durchfließt er das westliche Watts, Willowbrook, Compton, Rancho Dominguez und Carson. Im Norden von Long Beach mündet der Fluss schließlich in den Los Angeles River, der kurz danach in den Pazifik mündet. Die meiste Zeit fließt er in einem Betonkanal. Nur 3,3 % des Flusses sind nicht bebaut. An diesen Stellen befinden sich Parks und landwirtschaftlich genutzte Flächen. Der Compton Creek ist stark verschmutzt. Er ist mit Kupfer, Blei und Coli-Bakterien belastet. 